# Meringopus coronadoae
Meringopus coronadoae là một loài tò vò trong họ Ichneumonidae.